# Žovnica
Žovnica je brdo i brdski prijevoj u Bosni i Hercegovini.
Nalazi se zapadno od Mostara, u Hercegovini. Preko prijevoja visokog 352 metra nadmorske visine vodi magistralna cesta M 16.1 između Mostara i Širokog Brijega, jedna od najznačajnijih u Hercegovini.